# Still Corners
Still Corners – amerykańsko-brytyjski duet muzyczny, założony w 2008 roku w Londynie przez amerykańskiego multiinstrumentalistę Grega Hughesa. Tworzy muzykę z kręgu dream popu, indie popu i neo-psychodelii. Ma w dorobku 6 albumów studyjnych (stan na czerwiec 2025).

## Historia i kariera muzyczna

### Początki
Początki Still Corners sięgają stycznia 2008 roku, kiedy Greg Hughes, amerykański muzyk, mieszkający w Londynie, poznał  na jednej z imprez Leona Dufficy’ego. Jak wspominał: „Rozmawialiśmy o ścieżkach dźwiękowych do filmów i horrorach. Wtedy nie miałem zespołu, który tworzyłby moją muzykę, a kiedy pojawił się Leon, założyliśmy go”. Hughes miał już wtedy na swoim koncie zrealizowaną samodzielnie pod nazwą Still Corners EP-kę Remember Pepper?, która została wydana w czerwcu 2008 roku. Inspiracji do niej dostarczyło francuskie nowe kino oraz muzyka Ennia Morricone. Około stycznia 2009 roku Hughes spotkał na londyńskiej stacji kolejowej w Kidbrooke Tessę Murray. Gdy trakcie rozmowy okazało się, że oboje mają zainteresowania muzyczne, zapytał ją, czy byłaby zainteresowana przystąpieniem do jego projektu. W następnym tygodniu wspólnie nagrali kilka demówek w studiu i – według słów Hughesa – „tam tak naprawdę wystartował zespół w obecnym kształcie”. Jego nazwa została zaczerpnięta z frazy wiersza „New Hampshire” Roberta Frosta. Wydany w 2010 roku singiel zespołu, „Don't Fall in Love” sprzedał się w ciągu jednego dnia w 700 egzemplarzach w ramach limitowanej edycji, przyciągając uwagę wytwórni Sub Pop.

### Still Corners Creatures of an Hour(2011)
Po podpisaniu umowy z wytwórnią w 2011 roku, w październiku wydany został debiutancki album zespołu, Still Corners Creatures of an Hour. Zarejestrowany w studiu Hughesa w Greenwich był w dużej mierze jego dziełem. Artysta obsługiwał wszystkie instrumenty i napisał większość tekstów. Odpowiadał też za aranżację, miksowanie, mastering i produkcję utworów. Jego zabiegi uzupełnił wokal Tessy Murray.
Album promował singiel „Cuckoo”, który 30 lipca wszedł na listę UK Singles Chart zajmując na niej 78. miejsce. Pozostaje jedynym singlem zespołu, któremu udało się wejść na tę listę (stan na czerwiec 2025). Album otrzymał wysokie noty licznych magazynów muzycznych, odzwierciedlonych przez średnie oceny wystawione przez agregatory recenzji: 75% na podstawie 13 recenzji krytycznych w zestawieniu Album of the Year, 74% na podstawie 15 recenzji w zestawieniu AnyDecentMusic? oraz 78% na podstawie 13 recenzji w zestawieniu Metacritic. Lindsay Zoladz z magazynu Pitchfork w swojej recenzji zauważyła, że zespół ma talent do „przenoszenia najbardziej znanych symboli stylu lat 60. na współczesną scenę”.

### Strange Pleasures(2013)

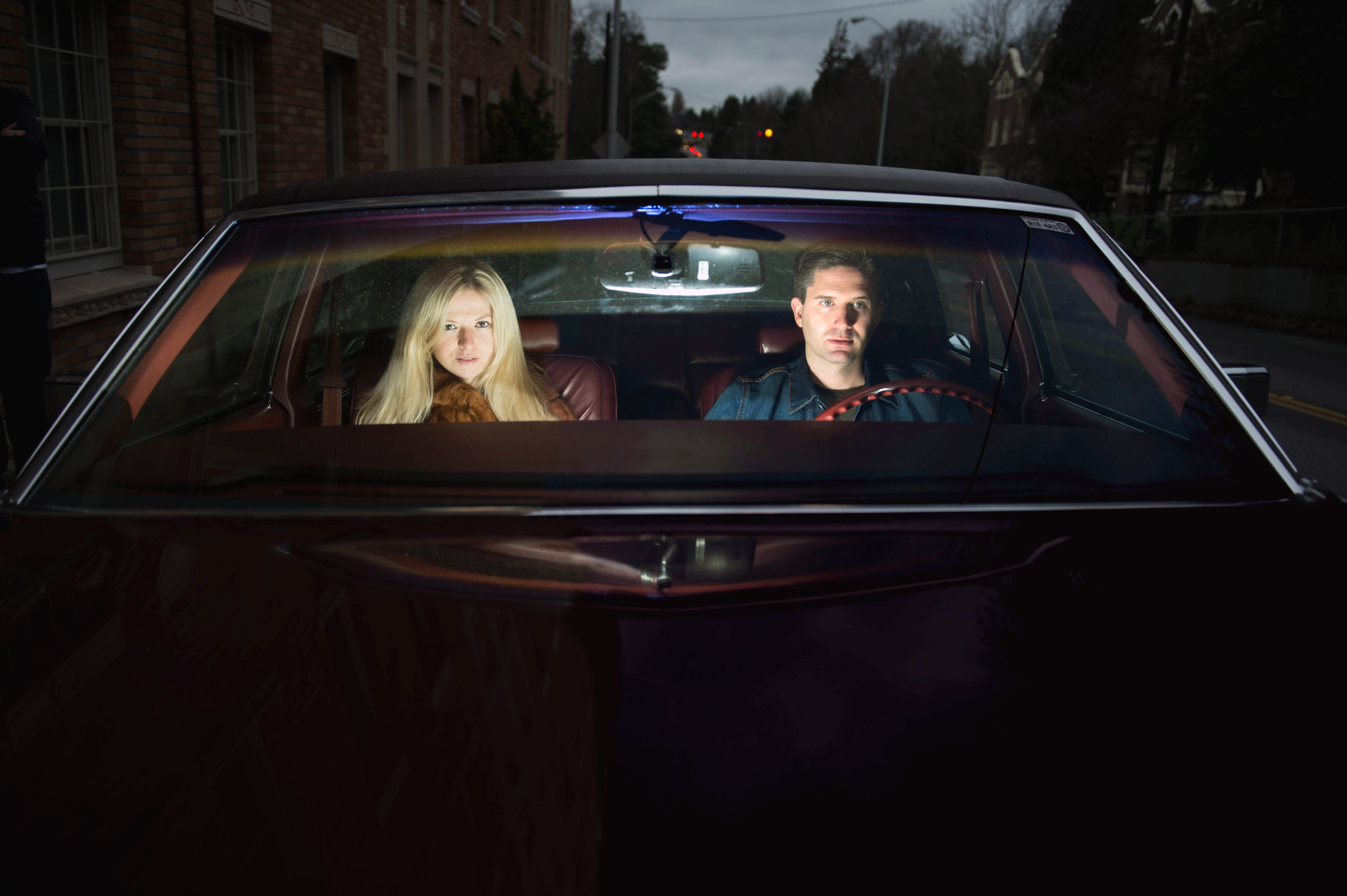
Still Corners, 2013

Wydany w maju 2013 roku Strange Pleasures jest następcą wydanego w 2011 roku debiutanckiego albumu Creatures of an Hour. Podobnie jak na nim, duet zachowuje prostotę. Multiinstrumentalista Hughes i wokalistka Murray obrali raczej minimalistyczną drogę, prezentując utwory, które rzadko składają się z czegoś więcej niż atmosferycznych dźwięków syntezatorów zręcznie uczłowieczonych przez czarujący wokal Murray. Hughes w wywiadzie udzielonym Northern Transmissions z okazji premiery albumu wymienił 5 albumów, które go nadal inspirują: Kind of Blue Milesa Davisa, I Can Hear the Heart Beating as One Yo La Tengo, Requiem Mozarta, Hounds of Love Kate Bush, Transformer Lou Reeda oraz ścieżkę dźwiękową Top Gun.

### Dead Blue(2016)
Aby nagrać swój trzeci album, Murray i Hughes przenieśli się z Londynu nad angielskie wybrzeże. Zainspirowani intensywnym kolorem wody, nazwali zestaw piosenek Dead Blue. Album, na którym znalazł się inspirowany Brianem Wilsonem singiel „Lost Boys”, został wydany we wrześniu 2016 roku przez własną wytwórnię zespołu, Wrecking Light Records. Zdaniem Chrisa Todda z The Line of Best Fit zmiana wytwórni oraz miejsca nagrywania albumu wyszły zespołowi na dobre – skonsolidował on postęp dokonany pomiędzy dwoma poprzednimi albumami dostarczając w rezultacie „najlepsze jak dotąd dzieło”.

### Slow Air(2018)

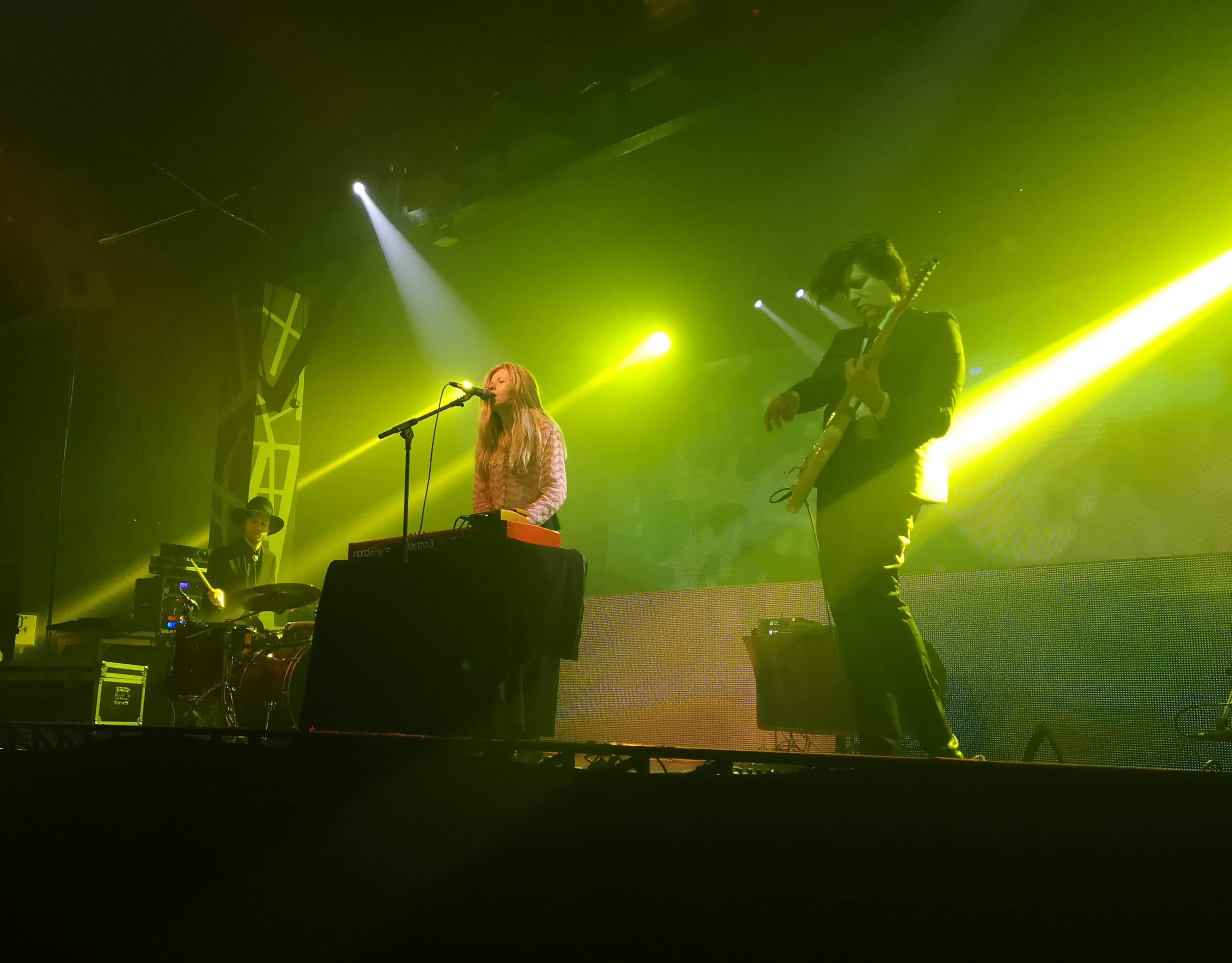
Still Corners, Bangkok, 2019

Wydany w sierpniu 2018 roku album Slow Air był nagrywany w Austin w Teksasie. Inspiracje duet czerpał ze swoich podroży autostradami od pustyń Teksasu i Arizony po plaże Kalifornii i górzyste regiony północnego wschodu Stanów Zjednoczonych. Muzycy podjęli próbę odejścia od ciężkich kompozycji syntezatorowych i powrotu do swoich korzeni osadzonych w neo-psychodelii napędzanej gitarami. Jak wyjaśniała Murray: „Chcieliśmy usłyszeć piękną gitarę i perkusję oraz nieziemskość, coś prawie nieokreślonego wraz z klasycznym klimatem pisania piosenek”.

### The Last Exit(2021)
W styczniu 2021 roku wyszedł piąty album zespołu, The Last Exit. Był on nagrywany przed i podczas lockdownu spowodowanego pandemią COVID-19. Hughes i Murray jako inspiracje wykorzystali filmy, które wówczas oglądali w Hulu i Netfliksie. Centralną koncepcją estetyczną albumu było ukazanie filmu noir w pełnej okazałości, a także powrót do mitu wczesnych amerykańskich filmów drogi: Pojedynek na szosie, Pięć łatwych utworów i tym podobnych oraz filmów spod znaku fantasy z lat 80.. We wrześniu tego samego roku zespół wydał singiel „Heavy Days”, a w 2022 roku „Far Rider”.

### Dream Talk(2024)
Po spędzeniu większości 2022 roku na trasie koncertowej, Still Corners rozpoczęli pracę nad swoim kolejnym albumem, Dream Talk, nagrywając go na południu Francji, w północnej części stanu Nowy Jork i East Sussex. Pierwszym singlem zwiastującym album był „Secret World”, opublikowany wraz z teledyskiem 11 grudnia 2023 roku. Zarazem zespół zapowiedział, że 17 kwietnia 2024 roku w Brooklynie rozpocznie się amerykańska i europejska trasa koncertowa. 23 stycznia 2024 roku zespół opublikował drugi singiel promujący album, „The Dream”, a 14 marca – trzeci, „Crystal Blue”. 
Album ukazał się na początku kwietnia. Zawierał 10 utworów, będących „eksploracją eterycznych dream popowych pejzaży dźwiękowych”. Pozostając wiernym swojemu charakterystycznemu brzmieniu, Still Corners wprowadził do muzyki albumu  subtelne elementy eksperymentu. Jak stwierdziła wokalistka Tessa Murray: „Geneza wielu z tych piosenek wzięła się ze snów. Każdej nocy zapisywałam sny, które pamiętałam.  Podczas nagrywania wyciągałam moją księgę snów i śpiewałam różne zapętlone frazy, nad którymi pracował Greg”.

## Dyskografia
Zestawienie według Discogs (o ile nie zaznaczono inaczej):

### Albumy studyjne
- Creatures of an Hour (2011)
- Strange Pleasures (2013)
- Dead Blue (2016)
- Slow Air (2018)
- The Last Exit (2021)
- Dream Talk (2024)

### EP
- Remember Pepper? (2008)

### Single
- „Don't Fall in Love” (2010)
- „Eyes” (2010)
- „Cuckoo” (2011)
- „History of Love” (2011, split z The New Lines)
- „Into the Trees” (2011)
- „Cabot Cove” flexi (2011)
- „Endless Summer” (2011)
- „Fireflies” (2012)
- „Berlin Lovers” (2013)
- „Horses at Night” (2015)
- „Live In Studio” (2019)
- „The Last Exit” (2020)
- „Heavy Days” (2021)
- „Far Rider” (2022)
- „Secret World” (2023)[16]
- „The Dream” (2024)[17]
- „Crystal Blue”(2024)[18]